# Boydton
Boydton es una localidad del Condado de Mecklenburg, Virginia, Estados Unidos. Según el censo de 2000 tenía una población de 454 habitantes y una densidad de población de 213.8 hab/km².

## Demografía
Según el censo de 2000, había 454 personas, 134 hogares y 95 familias residiendo en la localidad. La densidad de población era de 213,8 hab./km². Había 165 viviendas con una densidad media de 77,7 viviendas/km². El 58,15% de los habitantes eran blancos, el 39,21% afroamericanos, el 1,54% de otras razas y el 1,10% pertenecía a dos o más razas. El 2,42% de la población eran hispanos o latinos de cualquier raza.
Según el censo, de los 134 hogares en el 23,9% había menores de 18 años, el 58,2% pertenecía a parejas casadas, el 11,9% tenía a una mujer como cabeza de familia y el 28,4% no eran familias. El 26,9% de los hogares estaba compuesto por un único individuo y el 16,4% pertenecía a alguien mayor de 65 años viviendo solo. El tamaño promedio de los hogares era de 2,40 personas y el de las familias de 2,88.
La población estaba distribuida en un 15,4% de habitantes menores de 18 años, un 13,4% entre 18 y 24 años, un 28,4% de 25 a 44, un 22,2% de 45 a 64 y un 20,5% de 65 años o mayores. La media de edad era 40 años. Por cada 100 mujeres había 121,5 hombres. Por cada 100 mujeres de 18 años o más, había 132,7 hombres.
Los ingresos medios por hogar en la localidad eran de 29.063 dólares ($) y los ingresos medios por familia eran 38.125 $. Los hombres tenían unos ingresos medios de 25.417 $ frente a los 25.208 $ para las mujeres. La renta per cápita para la ciudad era de 14.034 $. El 13,3% de la población y el 6,0% de las familias estaban por debajo del umbral de pobreza. El 12,1% de los menores de 18 años y el 17,9% de los habitantes de 65 años o más vivían por debajo del umbral de pobreza.

## Geografía
Según la Oficina del Censo de los Estados Unidos, la localidad tiene un área total de 2,1 km², todos ellos correspondientes a tierra firme.